# 特奧多西奧 (巴西親王)
特奧多西奧（葡萄牙語：Teodósio；1634年2月8日—1653年5月13日），巴西親王，葡萄牙國王約翰四世的長子，因早逝而未能即位。

## 外部連結
- 维基共享资源上的相關多媒體資源：特奧多西奧